# Сокольники (Гнезненський повіт)
Сокольники (пол. Sokolniki) — село в Польщі, у гміні Мелешин Гнезненського повіту Великопольського воєводства.
Населення — 205 осіб (2011).
У 1975-1998 роках село належало до Познанського воєводства.

## Демографія
Демографічна структура станом на 31 березня 2011 року:
|          | Загалом | Допрацездатний вік | Працездатний вік | Постпрацездатний вік |
| -------- | ------- | ------------------ | ---------------- | -------------------- |
| Чоловіки | 104     | 29                 | 70               | 5                    |
| Жінки    | 101     | 26                 | 59               | 16                   |
| Разом    | 205     | 55                 | 129              | 21                   |